# Muł zielony
Muł zielony – osad strefy batialnej o zielonym zabarwieniu, zawierający oprócz pyłu kwarcowego i minerałów ilastych, węglany, substancje organiczne oraz siarczki żelaza. Odmiana mułu niebieskiego. Zielone zabarwienie mułu pochodzi od barwy glaukonitu, minerału powstającego przy mniejszej ilości materii organicznej związków żelaza.